# باشگاه فوتبال رینگوود تاون
باشگاه فوتبال رینگوود تاون (به انگلیسی: Ringwood Town Football Club) یک باشگاه فوتبال در شهر رینگوود، کشور انگلستان است که در سال ۱۸۷۹ میلادی تأسیس شده‌است.